# Svein Ludvigsen

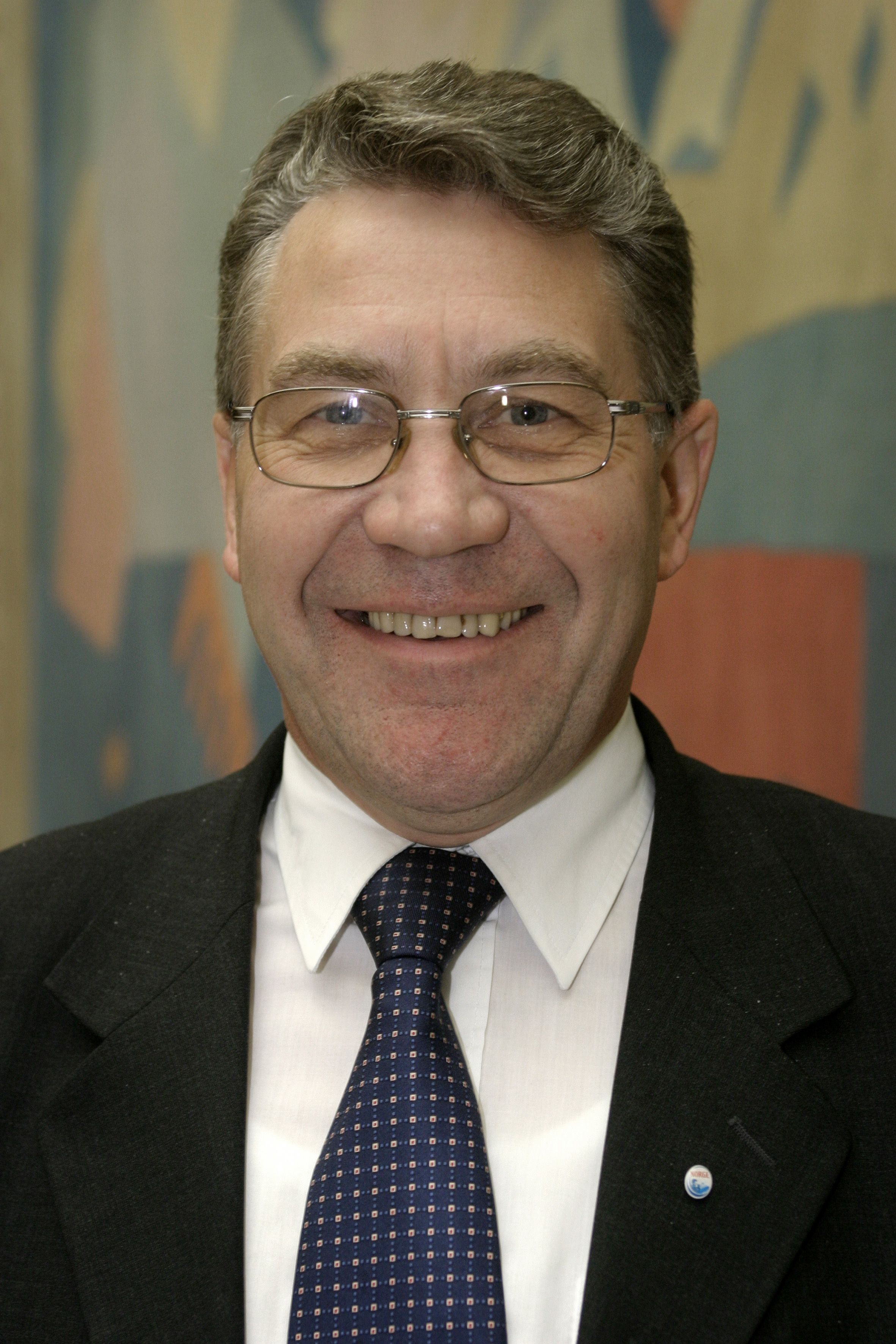
Svein Ludvigsen (2003)

Svein Ludvigsen (* 18. Juli 1946 in Hillesøy) ist ein norwegischer Politiker der konservativen Partei Høyre, 1990/91 als deren stellvertretender Vorsitzender.
Der gelernte Bankkaufmann leitete ab 1982 die Tromsø Sparebank und führte sie 1988 in eine Fusion zur Sparebanken Nord-Norge. In dieser Zeit war er zwischen 1971 und 1989 mit Unterbrechungen Mitglied im Kommunalparlament von Tromsø. Dann gelang Ludvigsen dreimal der Einzug in das norwegische Parlament Storting, dem er von 1989 bis 2001 angehörte. Er war Vizepräsident der Parlamentskammer Lagting von 1997 bis 2001.
Anschließend wurde Ludvigsen im Oktober 2001 als Fischereiminister in das Kabinett von Kjell Magne Bondevik berufen. Im Juni 2004 wurde sein Ministerium umstrukturiert (Fiskeri- og kystdepartementet). Nachdem er am 17. Oktober 2005 aus dem Amt geschieden war, konnte er den Posten des Fylkesmanns (Regierungspräsident) im Fylke Troms antreten, zu dem er ursprünglich schon 2001 bestellt worden war. 2014 ging er in den Ruhestand.
Seine hochrangige Mitgliedschaft in der Freimaurerloge von Tromsø wurde im November 2018 suspendiert, nachdem die Staatsanwaltschaft von Troms und Finnmark Anklage gegen Svein Ludvigsen erhoben hatte. Ihm wird zur Last gelegt, als Amtsträger über mehrere Jahre drei männliche, minderjährige Asylbewerber zu sexuellen Handlungen genötigt zu haben. Die Festnahme durch die Polizei war bereits im Januar 2018 erfolgt. Ludvigsen bestreitet die Vorwürfe. In seiner Erklärung vor Gericht räumte Ludvigsen sexuelle Kontakte mit den mutmaßlichen Opfern ein, gab jedoch an, dass es sich um freiwillige Kontakte ohne Zwang oder Drohungen  gehandelt habe.